# 巴尔韦德恩里克
巴尔韦德恩里克（西班牙語：Valverde-Enrique）是西班牙卡斯蒂利亚-莱昂莱昂省的一个市镇。 总面积36平方公里，总人口215人（001年），人口密度6人/平方公里。